# Айзенштадт Мордух Лейзерович
Мордух Лейзерович Айзенштадт (1879 — 19??) — педагог, революціонер. Член Української Центральної Ради (1917—1918). Соціал-демократ. Меншовик РСДем. РП. Працював учителем в Києві. Був сіоністом. У 1913 році залишив сіоністську організацію.